# Baphomet

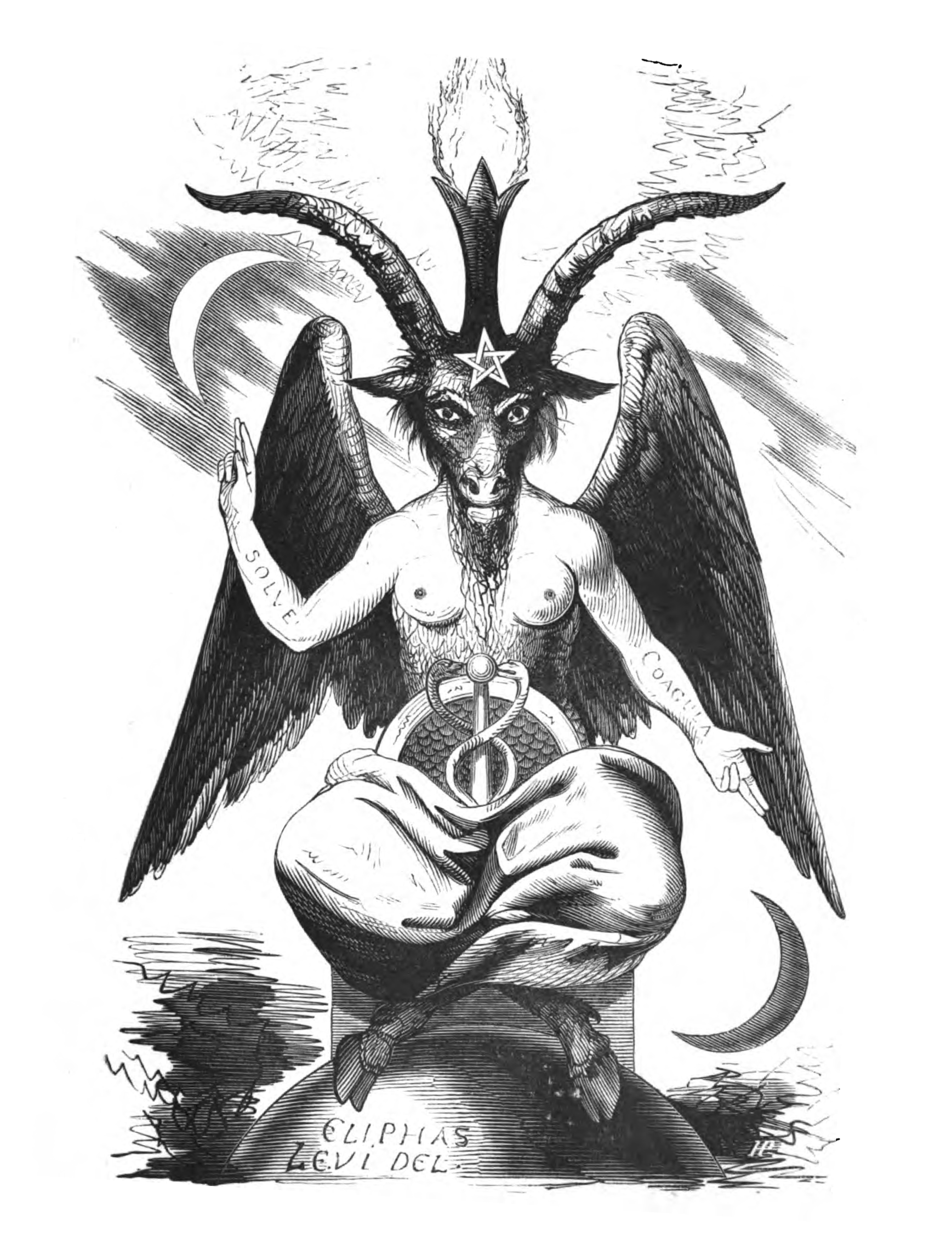
Baphomet Eliphas Lévi Dogme et Rituel de la haute magie című könyvében

Baphomet az egyensúly szimbóluma a különböző okkultizmus és misztikus hagyományokban, amely a gnosztikusoktól és a templomosoktól származik, bár időnként istenségnek vagy démonnak állítják be. A Baphomet név 1856 óta az Éliphas Lévi által rajzolt "sabbath-i kecske" képhez kapcsolódik, amely bináris elemekből áll, és az "ellentétek egyensúlyának szimbolizálását" képviseli: félig ember és félig állat, férfi és nő, jó és rossz stb. Lévi szándéka az volt, hogy az egyensúlyról alkotott elképzelését szimbolizálja, és Baphomet a tökéletes társadalmi rend célját képviselje.

## Története
A Baphomet név 1098 júliusában jelent meg a ribemonti Anselm keresztes lovagnak Antiochia ostromáról szóló levelében:
Ahogy másnap hajnalodott, ők [azaz Antiókhia lakói] hangosan Baphomethhez kiáltottak; mi pedig csendben, szívünkben imádkoztunk Istenhez, majd megtámadtuk és mindnyájukat a város falain kívülre kényszerítettük.
Aguilers-i Raymond, az első keresztes hadjárat krónikása arról számol be, hogy a trubadúrok Mohamedre a Bafomet, a mecsetre pedig a Bafumaria kifejezést használták. A Bafometz név később, 1195 körül jelent meg Gavaudan trubadúr Senhors, per los nostres peccatz című okcitán költeményében. 1250 körül Austorc d'Aorlhac hetedik keresztes hadjáratának vereségét sirató verse ismét a Bafometet használja Mohamedre. 1250-ben a De Bafomet a címe Ramon Llull legkorábbi ismert műve, a Libre de la doctrina pueril négy fennmaradt fejezetének egyikének is, amely egy okcitán fordításban jelent meg.

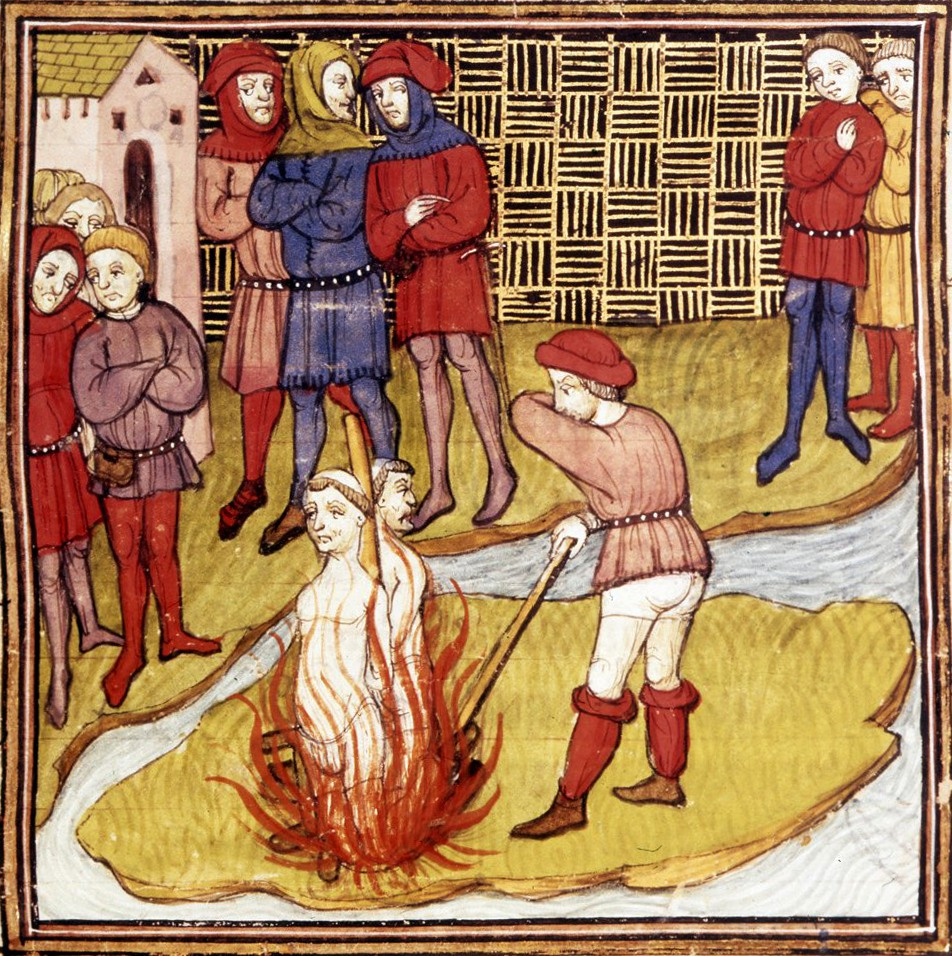
Két templomos máglyán való elégetése, 15. századi francia ábra.

Bafometet állítólag istenségként imádták a középkori templomos lovagrend tagjai. 1307 októberében IV. Fülöp francia király egyszerre sok francia templomost letartóztatott, majd vallomástételre kínoztatott. 1307 októberében. A Baphomet név még ugyanebben az évben megjelent a Templomos Lovagok Inkvizíciójának tárgyalási jegyzőkönyveiben. Több mint 100 különböző vádat emeltek a templomosok ellen, többek között eretnekséggel, homoszexuális kapcsolatokkal, keresztre köpéssel és vizeléssel, valamint szodómiával. Ezek többsége kétes volt, mivel ugyanazok a vádak voltak, amelyeket a katharok és Fülöp király számos ellensége ellen emeltek; korábban elrabolta VIII. Bonifác pápát is, és hasonló bűnökkel vádolta. Malcolm Barber mégis megjegyzi, hogy a történészek "nehezen fogadják el, hogy egy ilyen horderejű ügy teljes koholmányon nyugszik". A "Chinoni pergamen arra utal, hogy a templomosok valóban köpködtek a keresztre" - mondja Sean Martin, és hogy e cselekedetek célja az volt, hogy szimulálják azt a fajta megaláztatást és kínzást, amelynek egy keresztes lovagot a szaracénok fogságába esve alávethetnek, ahol megtanították őket arra, hogyan kövessenek el hitehagyást "csak az elmével, és nem a szívükkel". Hasonlóképpen, Michael Haag azt sugallja, hogy a szimulált Baphomet imádat valóban része volt a templomos beavatási rítusnak.
A Baphomet név több ilyen vallomásban is felbukkan. Peter Partner 1987-ben megjelent The Knights Templar and their Myth című könyvében megállapítja: "A templomosok elleni perben az egyik fő vádpontjuk az volt, hogy állítólag egy 'Baphomet' ('Baphomet' = Mahomet) néven ismert pogány bálványfejet imádtak." A tárgy leírása vallomásról vallomásra változott. Egyes templomosok tagadták, hogy bármit is tudnának róla. Mások kínvallatás alatt úgy írták le, hogy vagy egy levágott fej, vagy egy macska, vagy egy háromarcú fej volt. A templomosok valóban rendelkeztek több ezüst-aranyozott fejjel ereklyetartóként, köztük egy capud lviiim megjelölésűvel, egy másikról azt mondták, hogy Szent Eufémia, és valószínűleg Hugues de Payens tényleges feje. A Baphomet nevű bálványra vonatkozó állítások csak a templomosok inkvizíciójában voltak jelen. Karen Ralls, a Templomos Lovagok Enciklopédiája szerzője szerint jelentős, hogy "sem a Templomos Szabályzatban, sem más középkori templomos dokumentumokban nem jelenik meg konkrét bizonyíték [Baphometről]".

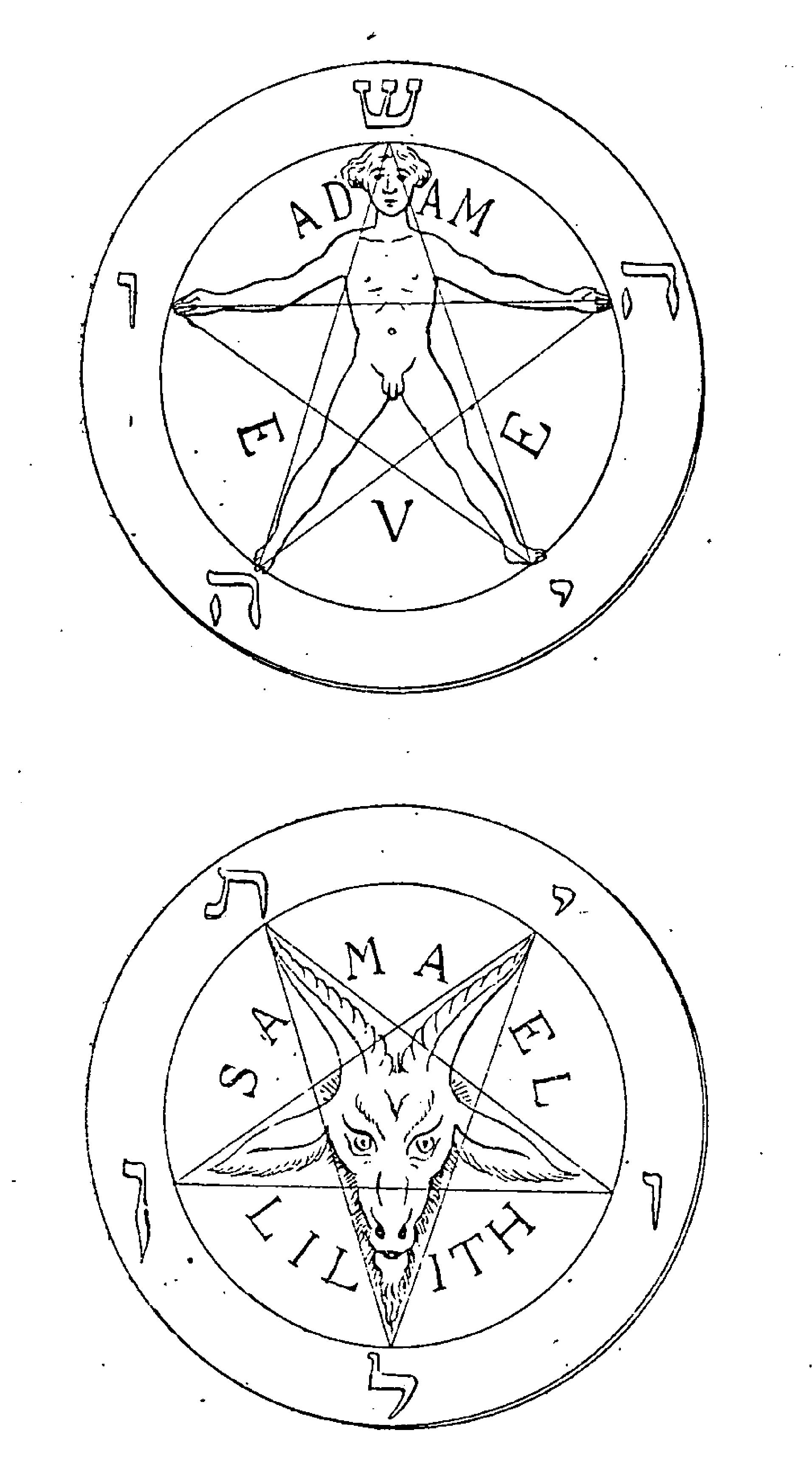
A francia okkultista Stanislas de Guaita La Clef de la magie noire (1897) című művéből származó rajzok, amelyek a Szellemnek az anyag (szentség), illetve az anyagnak a Szellem (gonoszság) feletti hatalmát ábrázolják. Figyeljük meg az Ádám, Éva, Samael és Lilith neveket.

A Baphomet név a 19. században került be a köznyelvbe, amikor a templomosok elnyomásának okairól szóló viták és spekulációk során felmerült. A modern tudósok egyetértenek abban, hogy a Baphomet név a "Mohamed" név ófrancia elferdítése volt, azzal az értelmezéssel, hogy a templomosok egy része a keresztes államok területét hosszú katonai megszállása során elkezdte az iszlám eszméket beépíteni a hitrendszerébe, és ezt az inkvizítorok eretnekségnek tekintették és dokumentálták. Alain Demurger azonban elutasítja azt az elképzelést, hogy a templomosok átvehették ellenségeik tanításait. Helen Nicholson azt írja, hogy a vádak alapvetően "manipulatívak" voltak - a templomosokat "azzal vádolták, hogy mesebeli muszlimokká váltak." A középkori keresztények úgy vélték, hogy a muszlimok bálványimádók és Mohamedet istenként imádták, a mahomet angolul mammet lett, ami bálványt vagy hamis istent jelent (lásd még: Középkori keresztény nézetek Mohamedről). Ezt a bálványimádást több chanson de geste is a muszlimoknak tulajdonítja. Például Bafum e Travagan isteneket találunk egy 1300-ban befejezett, Szent Honorat életéről szóló provence-i költeményben. 1235 előtt írt Chanson de Simon Pouille-ban egy szaracén bálványt Bafumetznek neveznek.

## Alternatív etimológiák
Míg a modern tudósok és az Oxford English Dictionary szerint a Baphomet név eredete a "Mahomet" valószínűsíthető ófrancia változata, alternatív etimológiákat is javasoltak.
Pierre Klossowski szerint a Le Baphomet műben (1965, Editions Mercure de France, Párizs; angolra Sophie Hawkes fordította, és 1988-ban The Baphomet címmel az Eridanos Press kiadónál jelent meg): "A Baphometnek különféle etimológiái vannak... a három fonéma, amely a megnevezést alkotja, állítólag kódoltan a Basileus philosophorum metaloricumot is jelenti: a metallurgiai filozófusok, vagyis az alkímiai laboratóriumok uralkodóját, amelyeket állítólag a Templom különböző fejezeteiben hoztak létre. Az alak androgün jellege nyilvánvalóan a káldeusok Adam Kadmonjára vezethető vissza, amelyet a Zohárban találunk" (164-165. oldal).
A 18. században megjelentek olyan spekulatív elméletek, amelyek a templomos lovagokat a szabadkőművesség eredetével igyekeztek összekapcsolni. A könyvárus, szabadkőműves és illuminátus Christoph Friedrich Nicolai (1733-1811) Versuch über die Beschuldigungen welche dem Tempelherrenorden gemacht worden, und über dessen Geheimniß (1782) című művében elsőként állította, hogy a templomosok gnosztikusok voltak, és hogy a "Baphomet" a görög βαφη μητȢς, baphe metous szavakból képződött, ami a Taufe der Weisheit, "a bölcsesség keresztsége" jelentésű. Nicolai F. J. M. Raynouard szerint "a legfőbb Isten képmásának gondolatát kötötte hozzá, a manicheus gnosztikusok által neki tulajdonított nyugalmi állapotban", és "feltételezte, hogy a templomosoknak volt egy titkos tanításuk és több fokozatú beavatásuk", amelyet "a szaracénok közöltek ... velük" Továbbá a figura Baffometi-t a püthagoreus pentagrammal hozta összefüggésbe:

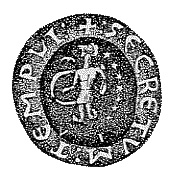
Templomos lovagok pecsétje, amely Abraxas gnosztikus alakját ábrázolja.

Hogy pontosan mi volt a Baffomet, "figura Baffometi" jele, amelyet a Teremtőt ábrázoló mellszobor mellkasán ábrázoltak, nem lehet pontosan meghatározni ... Úgy vélem, hogy az egészség és a jólét püthagoreus ötszöge (Fünfeck) volt: ... Ismeretes, hogy ezt az ábrát mennyire szentnek tartották, és hogy a gnosztikusok sok közös vonást mutattak a püthagoreusokkal. Azokból az imákból, amelyeket a léleknek az Ophite-imádók ábrája szerint el kell mondania, amikor az Istenhez való visszatéréskor az arkhónok megállítják őket, és tisztaságukat meg kell vizsgálni, úgy tűnik, hogy ezek a kígyóimádók úgy vélték, hogy elő kell adniuk egy jelet arról, hogy a földön tiszták voltak. Úgy vélem, hogy ez a jelkép volt a szent ötszög is, a beavatásuk jele (τελειας βαφης μετεος).

- "Szimbólumok és szimbolizmus" a "Freemasons' Quarterly Magazine"-ban, 1854.
Émile Littré (1801-1881) Dictionnaire de la langue francaise című művében azt állította, hogy a szó kabbalisztikusan, visszafelé írva tem. o. h. p. ab, a templi omnium hominum pacis abbas, "minden ember békéjének templomának apátja, vagy atyja" rövidítése. Forrása az "Abbé Constant", azaz Alphonse-Louis Constant, Eliphas Levi valódi neve.
Hugh J. Schonfield (1901-1988), az egyik tudós, aki a holt-tengeri tekercsekkel foglalkozott, The Essene Odyssey (Az esszénus Odüsszeia) című könyvében azt állította, hogy a "Baphomet" szó az Atbash helyettesítési rejtjel ismeretében jött létre, amely a héber ábécé első betűjét az utolsóra, a másodikat az utolsó előttire, és így tovább. A "Baphomet" héberül בפומת (bpwmt); az Atbash segítségével értelmezve שופיא (šwpy', "Shofya'") lesz belőle, ami a görög "Sophia" szóval értelmezhető, ami bölcsességet jelent. Ez az elmélet a Da Vinci-kód című regény cselekményének fontos részét képezi.

## Joseph von Hammer-Purgstall báró

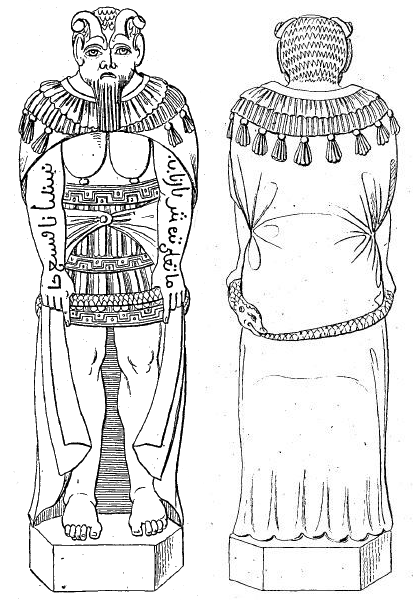
Joseph von Hammer-Purgstall (1774-1856) egy sor vésett vagy vésett alakot, amelyeket számos feltételezett 13. századi templomi tárgyon (például csészéken, tálakon és koporsókon) találtak, a baphometikus bálványhoz társított.

1818-ban a Baphomet név a bécsi orientalista Joseph von Hammer-Purgstall báró esszéjében jelent meg: Mysterium Baphometis revelatum, seu Fratres Militiæ Templi, qua Gnostici et quidem Ophiani, Apostasiæ, Idoloduliæ et Impuritatis convicti, per ipsa eorum Monumenta ("A Baphomet misztérium felfedezése, amellyel a Templomos Lovagok, akárcsak a gnosztikusok és az ophiták, elítéltettek hitehagyásért, bálványimádásért és erkölcsi tisztátalanságért, saját emlékműveik alapján"), amely egy bonyolult áltörténetet mutatott be, amelyet a templomos szabadkőművesség és ezen keresztül a szabadkőművesség lejáratására építettek. Nicolai nyomán azt állította, régészeti bizonyítékként a korábbi tudósok által hamisított "Baphometeket" és irodalmi bizonyítékokat, például a Grál-románokat felhasználva, hogy a templomosok gnosztikusok voltak, és a "templomosok feje" egy Baphomet nevű gnosztikus bálvány volt. 
Fő témája a Baphometnek nevezett képek ... amelyek számos múzeumban és régiséggyűjteményben találhatók, például Weimarban ... és a bécsi császári kabinetben. Ezek a kis kőből készült képek, részben hermafroditák, általában két fejjel vagy két arccal, szakállal, de egyébként női alakok, legtöbbjüket kígyók, a Nap és a Hold és más különös jelképek kísérik, és számos, többnyire arab nyelvű feliratot viselnek ... A feliratokat majdnem mind a Mete[, amely] ... szerinte nem a görögök Μητις-je, hanem az ophiták Sophia, Achamot Prunikos-a, amelyet félig férfi, félig nő, mint a bölcsesség, a természetellenes bujaság és az érzékiség elvének szimbólumát ábrázolták ... Azt állítja, hogy ezek a kis figurák olyanok, amilyeneket a templomosok egy tanú állítása szerint a koporsóikban magukkal hordtak. Baphomet Βαφη Μητεος, a metiszi keresztséget, a tűzkeresztséget vagy a gnosztikus keresztséget, az elme megvilágosodását jelenti, amelyet azonban az ophiták obszcén értelemben a testi egyesülésként értelmeztek ... az alapvető állítást, hogy azok a bálványok és kelyhek a templomosoktól származnak, megalapozatlannak tartják, különösen mivel a templomosok körében ismert képek inkább szentek képeinek tűnnek.

- "Baphomet" in "Encyclopedia Americana", 1851.
Hammer esszéje nem maradt vitathatatlanul, és F. J. M. Raynouard a következő évben a Journal des savants-ban megjelentetett egy Etude sur 'Mysterium Baphometi revelatum' című tanulmányt. Charles William King kritizálta Hammert, mondván, hogy őt megtévesztették "a ... rózsakeresztes vagy alkímiai kuruzslók", Peter Partner pedig egyetértett azzal, hogy a képek "okkultista műhelyek hamisítványai lehettek." Legalábbis kevés bizonyíték volt arra, hogy a templomos lovagokhoz kössék őket - a 19. században néhány európai múzeum szerzett be ilyen ál-egyiptomi tárgyakat, amelyeket "Baphometek" néven katalogizáltak, és hiteltelenül azt hitték, hogy a templomosok bálványai voltak.

## Éliphas Lévi

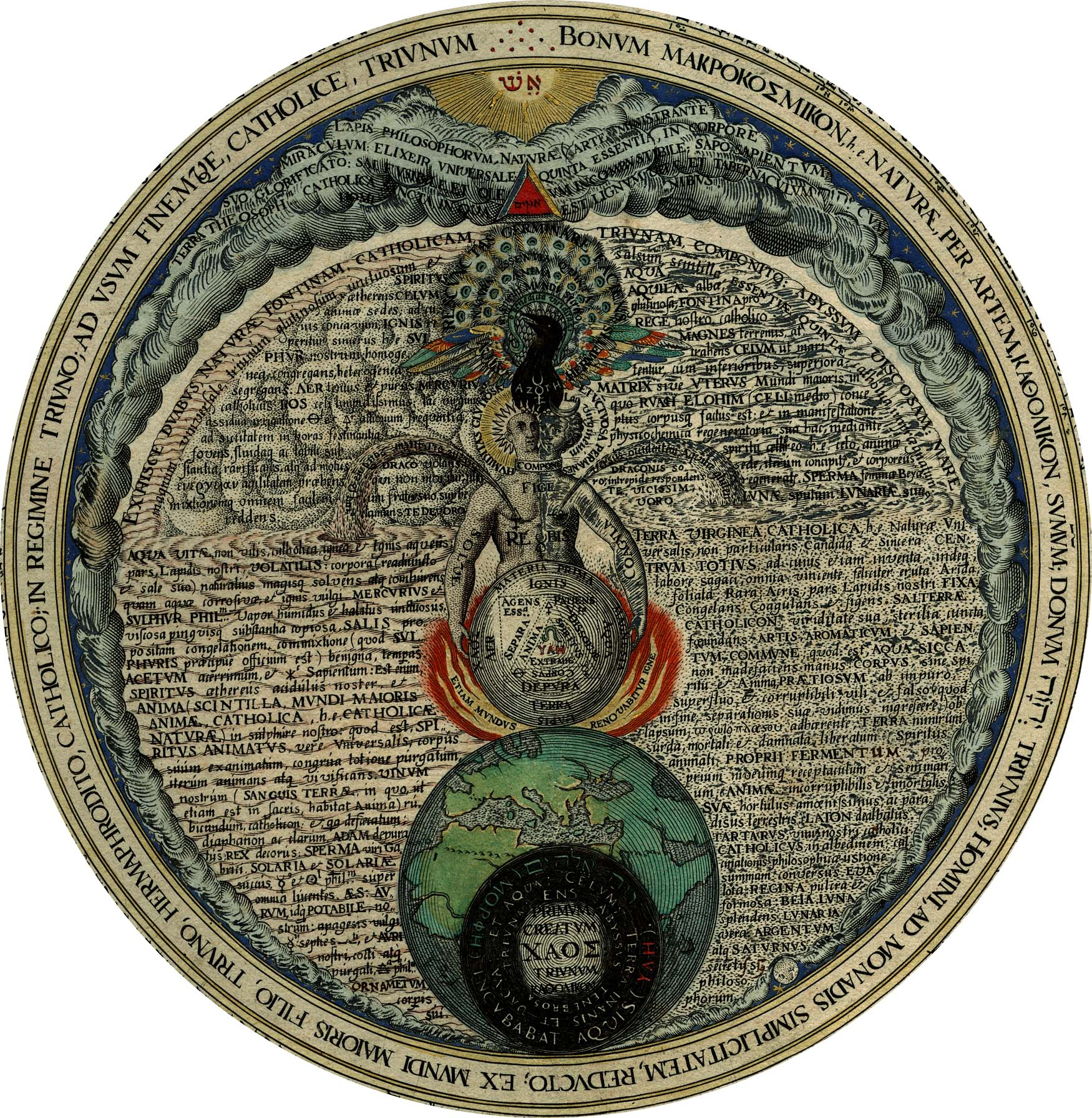
Heinrich Khunrath Androgünje, Amphitheatrum Sapientiae Aeternae

Később, a 19. században Baphomet neve még inkább összefüggésbe került az okkultizmussal. Éliphas Lévi két kötetben adta ki a Dogme et Rituel de la Haute Magie ("A magas mágia dogmája és rituáléi") című művét (Dogme 1854, Rituel 1856), amelyben szerepelt egy saját maga által rajzolt kép, amelyet Baphometnek és "A szombati kecskének" nevezett, és amely egy szárnyas, humanoid kecskét ábrázol, mellpárral és a fején a szarvai között fáklyával (lásd az ábrát fentebb). Ez a kép vált Baphomet legismertebb ábrázolásává. Lévi a Baphometet az abszolútum szimbolikus formában való ábrázolásának tekintette, és szimbolikáját részletesen kifejtette a címlapként szolgáló rajzán: 
A címlapon látható kecske a homlokán a pentagramma jelét viseli, amelynek egyik csúcsa a fény szimbóluma, két keze pedig az okkultizmus jelét alkotja, az egyik felfelé mutat a Chesed fehér holdjára, a másik lefelé a Geburah fekete holdjára. Ez a jel az irgalom és az igazságosság tökéletes összhangját fejezi ki. Az egyik karja női, a másik férfi, mint a Khunrath androgünjének, amelynek attribútumait egyesítenünk kellett a kecskénkével, mert ő egy és ugyanaz a szimbólum. A szarvai között ragyogó intelligencia lángja az egyetemes egyensúly mágikus fénye, az anyag fölé emelkedett lélek képe, ahogy a láng, miközben az anyaghoz kötődik, az anyag fölött ragyog. A fenevad feje a bűnös rémületét fejezi ki, akinek anyagilag cselekvő, egyedül felelős részének kell kizárólagosan viselnie a büntetést; a lélek természetének megfelelően érzéketlen, és csak akkor szenvedhet, ha anyagiasul. A nemi szervek helyett álló rúd az örök életet jelképezi, a pikkelyekkel borított test: a vizet, a fölötte lévő félkör: a légkört, a fölötte következő tollak: az illékonyat. Az emberiséget az okkult tudományok e szfinxének két melle és androgün karjai képviselik.

### Boszorkányszombat

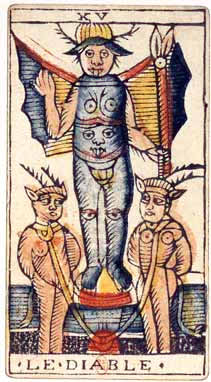
Le Diable, avagy az Ördög tarotkártya, Jean Dodal által, a korai 18. századból.

Lévi Baphomet ábrázolása hasonlít a korai Tarotban szereplő Ördög ábrázolásához. Lévi, aki a később S. L. MacGregor Mathers által használtaktól eltérő megfeleltetésekkel dolgozott, "az Ördög Tarot kulcsát Merkúrral tette egyenlővé", "alakjának Merkúr caduceusát adta, amely falloszként emelkedik ki az ágyékából"

Lévi úgy vélte, hogy a középkori boszorkányszombat állítólagos ördögimádata az ősi pogány rítusok továbbélése. Egy kecske, amelynek szarvai között gyertya van, megjelenik a középkori boszorkányságról szóló feljegyzésekben, és a Dogme et Rituelben más mondák is szerepelnek.
   E figura alatt egy őszinte és egyszerű felirat olvasható - AZ ÖRDÖG. Igen, itt szembesülünk minden rémségek fantomjával, minden teogónia sárkányával, a perzsák Ahrimánjával, az egyiptomiak Tüphonjával, a görögök Pitonjával, a héberek öreg kígyójával, a fantasztikus szörnyeteggel, a rémálom, a Croquemitaine, a vízköpő, a középkor nagy fenevadja, és - mindezeknél rosszabb - a templomosok Baphometje, az alkimisták szakállas bálványa, Mendes obszcén istensége, a szombati kecske. E "Rituálé" címlapja pontosan reprodukálja az éjszaka rettenetes császárának alakját, minden attribútumával és minden jellemével együtt ... Igen, mély meggyőződésünk szerint a Templomosok Rendjének nagymesterei imádták a Baphometet, és beavatottjaik imádták is; igen, léteztek a múltban, és talán még ma is léteznek olyan gyűlések, amelyeken ez a trónon ülő, szarvai között lángoló fáklyát tartó alak elnököl. De e jel imádói nem gondolják, mint mi, hogy ez az ördög ábrázolása; ellenkezőleg, számukra ez Pán istené, modern filozófiai iskoláink istene, az alexandriai teurgikus iskola és a mi misztikus neoplatonikusaink istene, Lamartine és Victor Cousin istene, Spinoza és Platón istene, a primitív gnosztikus iskolák istene; a disszidens papság Krisztusáé is.... A szombat misztériumait sokféleképpen írták le, de mindig szerepelnek a grimoire-okban és a mágikus próbákban; a témában tett kinyilatkoztatásokat három csoportba lehet sorolni: 1. azok, amelyek egy fantasztikus és képzeletbeli szombatra vonatkoznak; 2. azok, amelyek elárulják a valódi adeptusok okkult gyülekezeteinek titkait; 3. az ostoba és bűnös összejövetelek kinyilatkoztatásai, amelyek célja a fekete mágia műveletei.
Lévi Baphometje, minden modernkori hírneve ellenére, nem felel meg a templomos perek történelmi leírásainak, bár valószínűleg a Hammer-Purgstall Mysterium Baphometis revelatum című művében ábrázolt "Baphomet" figurák ihlették. Részben talán a bretagne-i Lanleff és a párizsi Saint-Merri templomok groteszk faragványai is ihlették, amelyek denevérszárnyakkal, női mellekkel, szarvakkal és egy bozontos fenevad hátuljával ábrázolják a guggoló szakállas férfiakat.

### Szocializmus, romantika és magnetizmus
Lévi alexandriai iskolára és a templomosokra való hivatkozásait az igazi kereszténység eredetéről és jellegéről szóló viták hátterében magyarázhatjuk. Rámutattak, hogy ezek a viták magukban foglalták a romantikus szocializmus vagy utópisztikus szocializmus korabeli formáit, amelyeket a gnosztikusok, a templomosok és más misztikusok örököseinek tekintettek. Lévi, aki az 1840-es évek óta maga is ezen iskolák híve volt, a szocialistákat és a romantikusokat (például Lamartine-t) az igaz vallás ezen állítólagos hagyományának utódainak tekintette. Elbeszélése valójában a szocializmus történetírásait tükrözi, köztük legjobb barátja és politikai elvtársa, Alphonse Esquiros Histoire des Montagnards (1847) című művét. Következésképpen Lévi a Baphometet egy forradalmi eretnek hagyomány szimbólumaként ábrázolja, amely hamarosan az "emberiség felszabadulásához" és a tökéletes társadalmi rend megteremtéséhez vezet.

Lévi írásaiban a Baphomet nemcsak egy történelmi-politikai hagyományt fejez ki, hanem okkult természeti erőket is, amelyeket az asztrális fény mágikus elméletével magyaráz. Ezt az elképzelést az úgynevezett "spiritiszta magnetizmus" kontextusában dolgozta ki: olyan elméleteket, amelyek a magnetizmus vallási vonatkozásait hangsúlyozták. Képviselőik gyakran szocialisták voltak, akik hittek a vallás és a tudomány "szintézisének" társadalmi következményeiben, amelyet a magnetizmus eszközeivel kívántak elérni. A szocialista hátterű spiritiszta magnetisták közé tartozik du Potet báró és Henri Delaage, akik Lévi számára fő forrásként szolgáltak. Ugyanakkor Lévi olyan híres katolikus szerzők ellen polemizált, mint Jules-Eudes de Mirville és Roger Gougenot des Mousseaux, akik a magnetizmust démonok és más pokoli erők működésének tekintették. Az előző szakaszban idézett passzust közvetlenül megelőző bekezdést ezzel a háttérrel kell szemlélni:
A laikusok tanítására, M. le Comte de Mirville elégedettségére, a démonológus Bodin igazolására, az egyház nagyobb dicsőségére, amely üldözte a templomosokat, elégette a mágusokat, kiátkozta a szabadkőműveseket, stb. bátran és pontosan kijelentjük, hogy az okkult tudományok minden alsóbbrendű beavatottja és a nagy arkanum gyalázója nemcsak a múltban, hanem most is és örökké imádja azt, amit ez a riasztó szimbólum jelez.

### Mendes kecskéje
Lévi "Mendes kecskéjének" nevezte el a képét, valószínűleg Hérodotosz beszámolója nyomán, miszerint Mendes istenét - az egyiptomi Djedet görög neve - kecske arccal és lábakkal ábrázolták. Hérodotosz beszámol arról, hogy a mendesiánusok minden hím kecskét nagy tisztelettel tartottak, és hogy az ő idejében egy nő nyilvánosan egy kecskével közösült E. A. Wallis Budge azt írja:
A deltában több helyen, például Hermopolisban, Lycopolisban és Mendesben Pán istent és egy kecskét imádták; Sztrabón, Pindárt idézve (xvii. 1, 19), azt mondja, hogy ezeken a helyeken a kecskék nőkkel közösültek, Hérodotosz (ii. 46) pedig említ egy esetet, amely állítólag nyílt napon történt. Ez utóbbi író szerint a mendisiak minden kecskét tiszteltek, a hímeket jobban, mint a nőstényeket, és különösen egy kecskebakot, amelynek halálakor az egész mendisi körzetben nyilvános gyászt tartottak; Pánnak és a kecskének egyaránt Mendes a neve, és mindkettőt a nemzés és a termékenység isteneként tisztelték. Diodórusz a Mendes kecske kultuszát Priapuséhoz hasonlítja, és az istent a Pánokkal és a szatírokkal együtt csoportosítja.
A Baphomet és a pogány Pán isten közötti kapcsolatot Aleister Crowley és Anton LaVey is megfigyelte:
Az új vallás számos, a kereszténység megjelenése előtt tisztelt élvezetet elítélt. Nem kellett sok változás ahhoz, hogy Pán szarvai és patái a legmeggyőzőbb ördöggé váljanak! Pán tulajdonságait szépen át lehetett változtatni büntetéssel terhelt bűnökre, és így a metamorfózis teljes volt.

## Aleister Crowley
Lévi Bafometje fontos alakja lett a Thelema kozmológiájának, az Aleister Crowley által a 20. század elején létrehozott misztikus rendszernek. Baphomet szerepel a gnosztikus katolikus egyház hitvallásában, amelyet a gyülekezet a gnosztikus misében mond el, a következő mondatban: "És hiszek a Kígyóban és az Oroszlánban, a misztériumok misztériumában, az Ő nevében Baphomet.".

A Mágiában (4. könyv) Crowley azt állította, hogy Baphomet egy isteni androgün és "az árkán tökéletesség hieroglifája", amelyet úgy tekintenek, mint ami tükrözi: "Ami fent történik, az tükröződik lent, vagy Ahogy fent, úgy lent". 
Az ördög nem létezik. Ez egy hamis név, amelyet a Fekete Testvérek találtak ki, hogy a tudatlan szétszóratások zűrzavarában Egységet sugalljanak. Egy ördög, aki egységgel rendelkezne, Isten lenne... Az "Ördög" történelmileg minden olyan nép Istene, amelyet az ember személyesen nem kedvel... Ez a kígyó, a Sátán, nem az Ember ellensége, hanem Ő az, aki a Jó és a Rossz ismeretében Isteneket teremtett fajunkból; Ő szólította fel: "Ismerd meg önmagad!" és tanította a Beavatásra. Ő a Thoth Könyvének "Ördöge", és az Ő jelképe BAPHOMET, az androgün, aki az árkán tökéletesség hieroglifája... Ő tehát az Élet és a Szerelem. De ezenfelül betűje az ayin, a Szem, tehát ő a Fény; és zodiákus képmása a Bak, az az ugró kecske, akinek attribútuma a Szabadság.

- "Mágia: Mágia: Liber ABA, Negyedik könyv, I-IV. rész"
Crowley számára Baphomet továbbá a spermium spirituális természetének képviselője, miközben a szexuális mágia eredményeként létrejövő "mágikus gyermek" szimbolikája is. Mint ilyen, Baphomet az ellentétek egyesülését képviseli, különösen ahogy misztikusan a Káosz és Babalon egyesülve megszemélyesül, és biológiailag a zigótában egyesült spermium és petesejt által manifesztálódik.

Crowley azt javasolta, hogy Baphomet "Mithrász atyától" származik. Vallomásaiban leírja azokat a körülményeket, amelyek ehhez az etimológiához vezettek.
Az O.T.O.-ban a Baphomet nevet vettem fel mottómnak. Hat éven keresztül próbáltam felfedezni, hogyan kell helyesen írni ezt a nevet. Tudtam, hogy nyolc betűből kell állnia, és azt is, hogy a szám- és szó szerinti megfelelésnek olyannak kell lennie, amely a név jelentését oly módon fejezi ki, hogy megerősíti azt, amit a tudomány kiderített róla, és tisztázza azokat a problémákat is, amelyeket a régészek eddig nem tudtak megoldani ... Az egyik elmélet szerint a név a βαφὴ μήτεος, a bölcsesség megkeresztelése szavakat jelenti; egy másik szerint a név egy "Mithrász atya" jelentésű cím elrontása. Mondanom sem kell, hogy az R utótag az utóbbi elméletet támasztotta alá. Összeadtam a szót, ahogy a varázsló írja. Összesen 729-et kaptam. Ez a szám soha nem szerepelt az én kabbalisztikus munkáimban, és ezért semmit sem jelentett számomra. Azonban igazolta magát, mint a kilences kockája. A κηφας szó, a misztikus cím, amelyet Krisztus adott Péternek, mint az Egyház sarokkövének, ugyanezzel az értékkel bír. Eddig a varázsló nagyszerű tulajdonságokat mutatott! Tisztázta az etimológiai problémát, és megmutatta, hogy a templomosok miért adták a Baphomet nevet az úgynevezett bálványuknak. Baphomet volt Mithrász atya, a kocka alakú kő, amely a Templom sarka volt.

## Modern értelmezés és használat
Lévi Baphometje a forrása az ördög későbbi tarot-képének a Rider-Waite-designban.A homlokán lefelé mutató pentagramma koncepcióját Lévi kibővítette (illusztráció nélkül) az ilyen pentagrammon belül elhelyezett Mendes kecskéjéről szóló értekezésében, amelyet szembeállított a hasonló, de függőleges pentagrammon belül elhelyezett mikrokozmikus emberrel. A lefelé mutató pentagrammban lévő kecske tényleges képe először a francia okkultista Stanislas de Guaita 1897-ben megjelent La Clef de la Magie Noire című könyvében jelent meg. Ez a kép volt az, amelyet később a Sátán Egyház hivatalos szimbólumaként - Baphomet Szigillájaként - fogadtak el, és a sátánisták körében ma is használják.
Baphometet, ahogy Lévi illusztrációja is sugallja, időnként a Sátán szinonimájaként vagy démonként, a pokol hierarchiájának tagjaként ábrázolták. Baphomet ebben az alakban jelenik meg James Blish The Day After Judgment (Az ítélet utáni nap) című könyvének egyik szereplőjeként. Jack T. Chick keresztény evangélista azt állította, hogy Baphomet egy démon, akit a szabadkőművesek imádnak, ez az állítás nyilvánvalóan a Taxil-féle átverésből ered. Léo Taxil kidolgozott átverése Lévi Baphometjének egy változatát használta a Les Mystères de la franc-maçonnerie dévoilés című könyvének borítóján, a szabadkőművességről szóló bugyborékolós "leleplező" papírkötésű könyvében, amelyet 1897-ben a katolikus egyház és annak szabadkőműves-ellenes propagandájának kigúnyolására szánt átverésként leplezett le.
2014-ben a The Satanic Temple megrendelt egy 2,6 méteres (8,5 láb) Baphomet-szobrot, amely a Tízparancsolatot ábrázoló emlékmű mellett fog állni az Oklahoma Állami Capitoliumban, az emlékművet a "sokszínűség és a vallási kisebbségek iránti tiszteletre" hivatkozva. (Az oklahomai Legfelsőbb Bíróság végül törvénytelennek nyilvánította a vallási célú kiállításokat. ) A Baphomet-szobrot 2015. július 25-én Detroitban leplezték le, mint a modern sátánista mozgalom szimbólumát. A Satanic Temple a Baphomet-szobrot az arkansasi Little Rockba szállította, ahol nemrég egy másik 10 parancsolat emlékművet állítottak fel; a szobrot 2018. augusztus 16-án egy templomi tüntetésen állították ki nyilvánosan.
Baphomet a Dungeons & Dragonsban hatalmas démonúrként jelenik meg, és "Szarvaskirályként" vagy "Szörnyek Hercege" néven is ismert. Baphometet minotauruszok és más vad teremtmények követik. A civilizációk végét kívánja, hogy minden lény a legalapvetőbb, brutális ösztöneinek élhessen. Hatalmas, fekete minotauruszként írják le, vérrel a szája körül és vörös szemekkel. Vaskoronát visel, amelynek tetején ellenségei fejei vannak, valamint szöges páncélt. Hatalmas, "Szívtépőnek" nevezett máglyát használ, de általában patáival, karmaival és szarvával harcol. A mélység 600. rétegének, a "Végtelen útvesztőnek" nevezett mélységnek az ura, és Yeenoghu, egy másik démonúr esküdt ellensége.
Clive Barker Cabal (1988) című regényében és annak filmadaptációjában, a Nightbreed-ben (1990) Baphometet az Éjszakai Fajta teremtményei által imádott istenként jelenik meg.
Baphomet a Tristania 3D című PC-s játékban is főellenségként szerepel, és a gonosz Courbée Dominate társadalom imádott istensége. A játék története részletesen leírja, hogy valójában IV. francia Fülöp volt az, aki Baphometet imádta, nem pedig a templomos lovagok, és szándékosan kiirtotta az egész rendet, hogy ez a titok ne derüljön ki. Az utolsó pályán a főhősnek a túlvilágra kell lépnie, hogy felkutassa és legyőzze Baphometet, azonban az előző pályákon elesett imádóinak árnyai, valamint a Gonosz Császárnő szelleme és a főhős egykori bűntársa, Gonosz Forgó szelleme védi. A játék Baphometet nagyon közel ábrázolja az eredetihez, kivéve, hogy férfi törzse és sárkányszerű szárnyai vannak, szemben a tollas szárnyakkal. Baphomet fő támadása egy halálos tűzfal, amely súlyos sebzést okoz, és gyors egymásutánban is megnyilvánulhat. Baphomet a támadásai idején láthatatlanná is képes válni. Sikeres legyőzése megnyeri a játékot, bár megjegyzendő, hogy legyőzése nem jelenti a megölését.
Baphomet egy értelmezése, amelyet Baphomet kardjaként emlegetnek, a Revolution Software által fejlesztett 1996-os Broken Sword: The Shadow of the Templars című point-and-click kalandjáték fő cselekményének részét képezi. Ez az első játék a Broken Sword sorozatban. A játékos George Stobbart, egy Párizsban tartózkodó amerikai turista szerepét veszi át, aki megpróbál felgöngyölíteni egy összeesküvést, amelynek nagy részét a templomos lovagok történetéhez kapcsolódó tényszerű és fiktív utalások és elbeszélői eszközök befolyásolják, illetve tartalmazzák.
A 2005-ös La-Mulana puzzle-Metroidvania játékban és annak 2012-es remake-jében Baphomet az Ikerlabirintusok főnökeként jelenik meg.
A Doom II: Hell on Earth című népszerű PC-s videojátékban a "Icon of Sin" című végső küldetésben a címszereplő antagonista kinézete hasonlít Baphomet korai ábrázolásaihoz.
2015 júliusában a YouTube-sztár és énekesnő, Poppy a Lowlife című kislemezének klipjében ábrázolta az istenséget. Poppy látható, amint Baphomet híres pózát utánozza.
A 2016-os Robin of Sherwood című audió dráma: The Knights Of The Apocalypse (a Robin of Sherwood című tévésorozat alapján), amelyben Robin és társai összeütközésbe kerülnek a címszereplő lovagokkal. Az Apokalipszis Lovagjai egy Baphometet imádó szektaként vannak ábrázolva; a Lovagokat a Templomos Lovagok egy elszakadt csoportjaként is ábrázolják.
A 2018-as Netflix-sorozat, a Chilling Adventures of Sabrina egy nagy Baphomet-szobrot állít ki a Láthatatlan Művészetek Akadémiáján. A Sátáni Templom azzal vádolta a sorozatot, hogy plagizálta Baphomet ábrázolását, bár később peren kívül megegyeztek[.
A Doom Eternal című videojátékban, a "Final Sin" című végső küldetésben a Bűn ikonja hasonlít Baphomet korai ábrázolásaira.
Iannis Stamatakos rámutatott, hogy a Baphomet név, ha a betűk görög betűkkel való egyetemes átírásával értelmezzük, egy alapvető atbash-kriptát jelent, amely a szót középen kettéválasztja, és az utolsó részt a szó elejére helyezi, így írva a szót "Metapho(R)", a B betűvel kiegészítve, hogy bonyolultabbá tegye.
A 2019-es Godzilla II: A szörnyek királya című filmben említést tesznek egy Titanus Baphomet vagy egyszerűen csak Baphomet nevű titánról, bár a filmben nem látható. A lényt azonban felfedezték a marokkói Volubilisben hibernálták, és később a 68-as előőrsöt alakították át, mint a lény további tanulmányozására és megfigyelésére szolgáló elkülönítő területet. Felkel és megszökik, miután King Ghidorah felébresztette a többi 17 titánnal együtt.
A Doom Patrolban a "Baphomet" egy természetfeletti jósnő neve, akit Willoughby Kipling, a Templomos Lovagok tagja tud megidézni. Mivel nincs állandó alakja, bármilyen formát felvehet, jelenleg "Falada", egy mágikus ló alakját használja a "Lúdas Matyi" című meséből.
A 2019-es Devil May Cry 5 című videojátékban egyfajta démoni ellenséget is Baphometnek hívnak. Az entitás egy lebegő humanoid lényre hasonlít, kecskeszerű vonásokkal, amely távolról támad varázslatokkal, távolsági támadásokat indítva a játékos ellen.

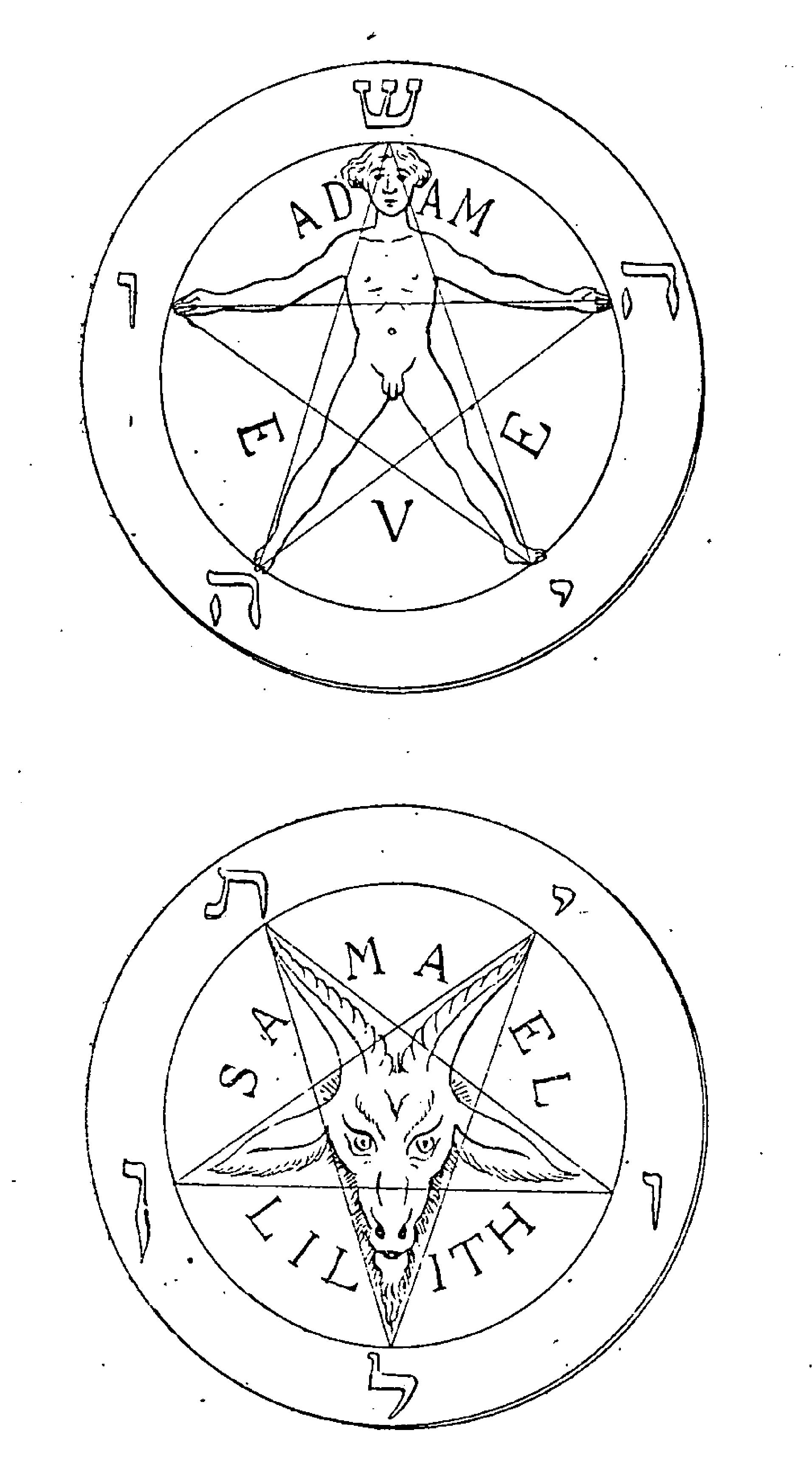
Két pentagram Stanislas de Guaita 1897-es könyvéből. Anton LaVey ezt a képet használta alapként Baphomet pecsétjéhez

## Fordítás
Ez a szócikk részben vagy egészben  a   Baphomet című angol Wikipédia-szócikk ezen változatának fordításán alapul.  Az eredeti cikk szerkesztőit annak laptörténete sorolja fel. Ez a jelzés csupán a megfogalmazás eredetét és a szerzői jogokat jelzi, nem szolgál a cikkben szereplő információk forrásmegjelöléseként.